# Halogenlaktonizace
Halogenlaktonizace je druh chemické reakce, při které vzniká lakton adicí kyslíku a halogenu na dvojnou vazbu; jedná se o vnitromolekulární obdobu syntézy halogenhydrinů. Reakci objevil M. J. Bougalt v roce 1904 a stal se z ní jeden z nejúčinnějších způsobů přípravy laktonů.
Nejčastěji se provádí jodlaktonizace, kdy produkt obsahuje atom či atomy jodu. Využití nachází při syntéze mnoha přírodních látek, z nichž mají některé, jako jsou vernolepin a vernomenin (používané jako cytostatika) a vibralakton (inhibitor pankreatické lipázy používaný při léčbě obezity) medicínské využití. Jodlaktonizaci použil také Elias James Corey při přípravě řady prostaglandinů.

## Historie
Popis jodlaktonizace, který vytvořil Kaustubh Rai, byl prvním druhem laktonizace, který bylo možné prakticky použít. Již o dvacet let dříve popsal M. J. Bougalt bromlaktonizaci; bromlaktonizace nebývá prováděna tak často jako jodlaktonizace, protože dochází ke snižování výtěžnosti v důsledku elektrofilní adice bromu na alken.
Chlorlaktonizace se začaly uskutečňovat v 50. letech 20. století, jsou ovšem ještě méně časté než bromlaktonizace. Použití elementárního chloru je vzhledem k jeho plynnému skupenství obtížné a navíc dochází k elektrofilní adici podobně jako při bromlaktonizaci.

## Mechanismus
Halogenlaktonizace začíná tvorbou haloniového kationtu v molekule obsahující karboxylovou skupinu (nebo její prekurzor to it). Karbonylový kyslík funguje jako nukleofil, který další reakcí způsobuje otevření haloniového kruhu a jeho přeměnu na lakton. Reakce obvykle probíhá v mírně zásaditém prostředí, v němž se zvyšuje nukleofilita karboxylové skupiny.

## Vlastnosti
Produkty jodlaktonizace lze charakterizovat z hlediska regioselektivity, vhodné velikosti cyklu u reaktantu a termodynamického či kinetického průběhu. Z hlediska regioselektivity probíhá jodlaktonizace přednostně na nejvíce stericky stíněném uhlíkovém atomu sousedícím s jodoniovým kationtem, a to proto, že více substituovaný uhlík si snadněji zachovává částečný kladný náboj a je tak lepším elektrofilem a snadněji reaguje s nukleofily. Pokud je v molekule více stejně reaktivních dvojných vazeb, pak rozhodují konformační vlivy, jestliže je však jedna z dvojných vazeb reaktivnější, potom převažuje vliv reaktivity.
Při níže znázorněné jodlaktonizaci mohou vznikat produkty s pětičlennými i šestičlennými cykly, pětičlenné však v souladu s Baldwinovými pravidly převažují. Podle těchto pravidel jsou 5-exo uzavírání kruhu pravděpodobnější než 6-endo-uzavírání. Pomocí Baldwinových pravidel lze předpovědět regioselektivitu každé jodlaktonizační reakce.
Stereoselektivní jodlaktonizace mají využití při syntézách velkých molekul, jako jsou vernopelin a vernomenin, protože lakton se může vytvořit, aniž by došlo k ovlivnění ostatních stereocenter. Uzavírání kruhu může být řízeno stereocentry sousedícími s vazbou C=C.
I u molekul, které nemají stereocentra, lze dosáhnout stereoselektivity. P. A. Bartlett se svými spolupracovníky dokázal připravit cis- a trans-laktony s pětičlennými cykly úpravou podmínek reakce, například teploty a reakční doby. Tvorba trans produktu byla řízena termodynamicky (s delší reakční dobou) a cis produkt vznikal za kinetických podmínek (reakce pak probíhala rychleji a kratší dobu).

## Použití
Jodlaktonizace se používá na syntézu řady biologicky významných látek, jako jsou cytostatika vernolepin a vernomenin, inhibitor pankreatické lipázy vibralakton a prostaglandiny.
V roce 1977 Samuel Danishefsky se svými spolupracovníky připravil dl-vernolepin a dl-vernomenin vícestupňovým procesem, jehož součástí byla laktonizace. Při této syntéze se projevila vhodnost jodlaktonizace k syntéze převážně pětičlenných cyklů.
V roce 2006 byl získán vibralakton syntézou, která zahrnovala tvorbu laktonu.
V roce 1969 syntetizoval Elias James Corey prostaglandin E2 přes jodlaktonový meziprodukt. I zde byla stereoselektivní jodlaktonizace důležitou součástí procesu.